# Isabel Tocino
Isabel Tocino Biscarolasaga (Santander, 9 de marzo de 1949) es una abogada, empresaria, profesora universitaria y política española del Partido Popular que ocupó el cargo de ministra de Medio Ambiente entre 1996 y 2000, siendo la primera mujer que desempeñó esta responsabilidad en España. Además fue diputada en el Congreso entre 1986 y 2002 por las circunscripciones de Madrid, Cantabria y Toledo. A pesar de haber dejado la primera línea de la política en 2002, fue vocal electa de la Junta Directiva del Partido Popular hasta julio de 2018, cuando se quedó fuera tras apoyar a Soraya Sáenz de Santamaría, que perdió el Congreso.
En la actualidad forma parte del Consejo de Administración de Ence y Enagás. Además forma parte del Consejo de Estado como consejera electiva. Desde 2007 hasta noviembre de 2017 fue consejera externa independiente Consejo de Administración del Banco Santander, no obstante dejó este cargo para pasar a ocupar la vicepresidencia del consejo de Santander España y la presidencia del Banco Pastor.
Es miembro de la Sociedad Internacional de Derecho Nuclear y de la Sociedad Nuclear Española, así como miembro supernumerario de la Real Academia de Doctores. Además ha sido vicepresidenta de la Asociación Internacional de Mujeres Juristas; y presidenta y vicepresidenta del Consejo Federal del Movimiento Europeo.

## Biografía

### Datos biográficos
Isabel Tocino Biscarolasaga nació en Cantabria el 9 de marzo de 1949. Es la tercera de siete hermanos. Estudió en el colegio de las Esclavas de Santander y desde pequeña ha estado vinculada al Opus Dei, institución perteneciente a la iglesia católica, donde es una reconocida.

### Formación académica
Licenciada en Derecho por la Universidad Complutense de Madrid y la Universidad jesuita de  Deusto (Bilbao). Obtuvo el doctorado en esa misma Universidad en Derecho Nuclear en 1973, siendo la primera mujer en España que lo obtuvo en el tema de la energía nuclear.

### Carrera administrativa
Trayectoria profesional:
- Su primera experiencia profesional fue en la Asociación de Energía Nuclear para la que trabajó como experta jurídica entre 1972 y 1976.
- Profesora Titular de Derecho Civil en la Universidad Complutense de Madrid durante catorce años.
- Profesora Titular de Derecho Civil en el Colegio Universitario "Domingo de Soto", de Segovia.
- Grupo de Expertos Jurídicos Gubernamentales de la Asociación de Energía Nuclear (AEN), entre enero de 1972 y diciembre de 1976 (compatibilizando este cargo con la docencia universitaria).
- Miembro del Grupo de Expertos Jurídicos Gubernamentales de la Agencia Europea de la Energía.
- En 1974 se convirtió en la segunda mujer académica de la Real Academia de Doctores.
- Fundadora de la Asociación Celiaca España en 1979 y Presidenta de la misma hasta 1985.

### Carrera política (1983-2002)

#### Ingreso en Alianza Popular
Sus inicios en la política se remontan a 1983, año en el que ingresó en Alianza Popular, entonces dirigida por Manuel Fraga. Tres años después, se alzaba con un puesto en el comité ejecutivo y le era asignada la Secretaría del Área de Condición Femenina en el partido. En 1985 fue presidenta nacional de la Asociación Democrática Conservadora (ADEC). Fue elegida miembro del Comité Ejecutivo Nacional, encargada de la Secretaría de Área de la Condición Femenina.

#### Diputada en las Cortes Generales (1986-2002)
- 1986: Diputada por Madrid (III Legislatura).
- 1989: Diputada por Cantabria (IV Legislatura).
- 1993: Diputada por Toledo (V Legislatura).
- 1996: Diputada por Toledo (VI Legislatura).
- 2000: Diputada por Toledo (VII Legislatura).

En las elecciones generales del 22 de junio de 1986 obtuvo un escaño en el Congreso de los Diputados por Madrid. Un año más tarde, tras la retirada temporal de Fraga de la presidencia del partido, concurrió como vicepresidenta en las listas de Miguel Herrero y Rodríguez de Miñón frente a la candidatura finalmente vencedora de Antonio Hernández Mancha.
Tras el regreso de Fraga a la dirección del partido, en el IX Congreso de Alianza Popular celebrado en enero de 1989, fue elegida para ocupar una de las seis vicepresidencias creadas, encargándose del Área Sectorial. En las elecciones generales del 29 de octubre de 1989 renovaría su acta de diputada, esta vez por la circunscripición de Cantabria. En el X Congreso del Partido Popular (1990) obtendría un puesto de vocal en el nuevo Comité Ejecutivo y en el XI Congreso (1993) fue reelegida miembro de la Ejecutiva Nacional. En las elecciones generales del 6 de junio de 1993 fue reelegida diputada popular por Toledo. En esta V Legislatura fue presidenta de la Comisión Mixta Congreso-Senado para las Comunidades Europeas. El 19 de enero de 1996 presidió el XII Congreso Nacional popular donde fue reelegida miembro de la Comisión Ejecutiva Nacional. El 3 de marzo de 1996 se celebraron elecciones generales, donde fue reelegida diputada popular por la provincia de Toledo. Volvería a renovar su acta en las elecciones generales del 12 de marzo de 2000 para la VII Legislatura, donde sería nombrada Presidenta de la Comisión de Asuntos Exteriores, manteniéndose en el cargo hasta julio de 2002 cuando renunció a su escaño de diputada para dedicarse a la empresa privada.

#### Firme candidata para suceder a Fraga (1989)
Manuel Fraga regresó a la presidencia del partido en enero de 1989, básicamente para tutelar una transición más ordenada del liderazgo que la que se produjo en 1987. El adelanto electoral decidido por Felipe González, que convocó elecciones para la vuelta del verano de 1989, obligó a Fraga a deliberar a toda prisa un nombre para que fuera candidato del Partido Popular a la presidencia del gobierno en las generales.
El 26 de agosto de 1989, los cuatro secretarios del PP –Rodrigo Rato, Francisco Álvarez Cascos, Juan José Lucas y Federico Trillo- se reunieron con Manuel Fraga en su casa de Perbes (La Coruña), con el objeto de decidir quién sería el candidato del partido a la presidencia del Gobierno. Aznar contaba con los apoyos de Juan José Lucas, su mano derecha en Castilla y León, y de Federico Trillo y, sobre todo, de Álvarez Cascos. Rato optaba por Herrero de Miñón.
Sin embargo, la favorita de Fraga era Isabel Tocino. El aún presidente del PP temía que fuera demasiado pronto para exponer a su valor más pujante, con el que tenía un activo importante en la comunidad castellano leonesa y, por otra parte consideraba que Isabel Tocino tenía un tirón popular mucho más potente, la consideraba una especie de "Margaret Thatcher" española. Además, él establecía en una diferencia de 500.000 votos más que si el candidato fuese Aznar. Fueron las presiones de Lucas y Trillo, además del inmejorable concepto que Fraga tenía de su delfín, las que acabaron inclinando la balanza a favor de Aznar.

#### Ministra de Medio Ambiente (1996-2000)

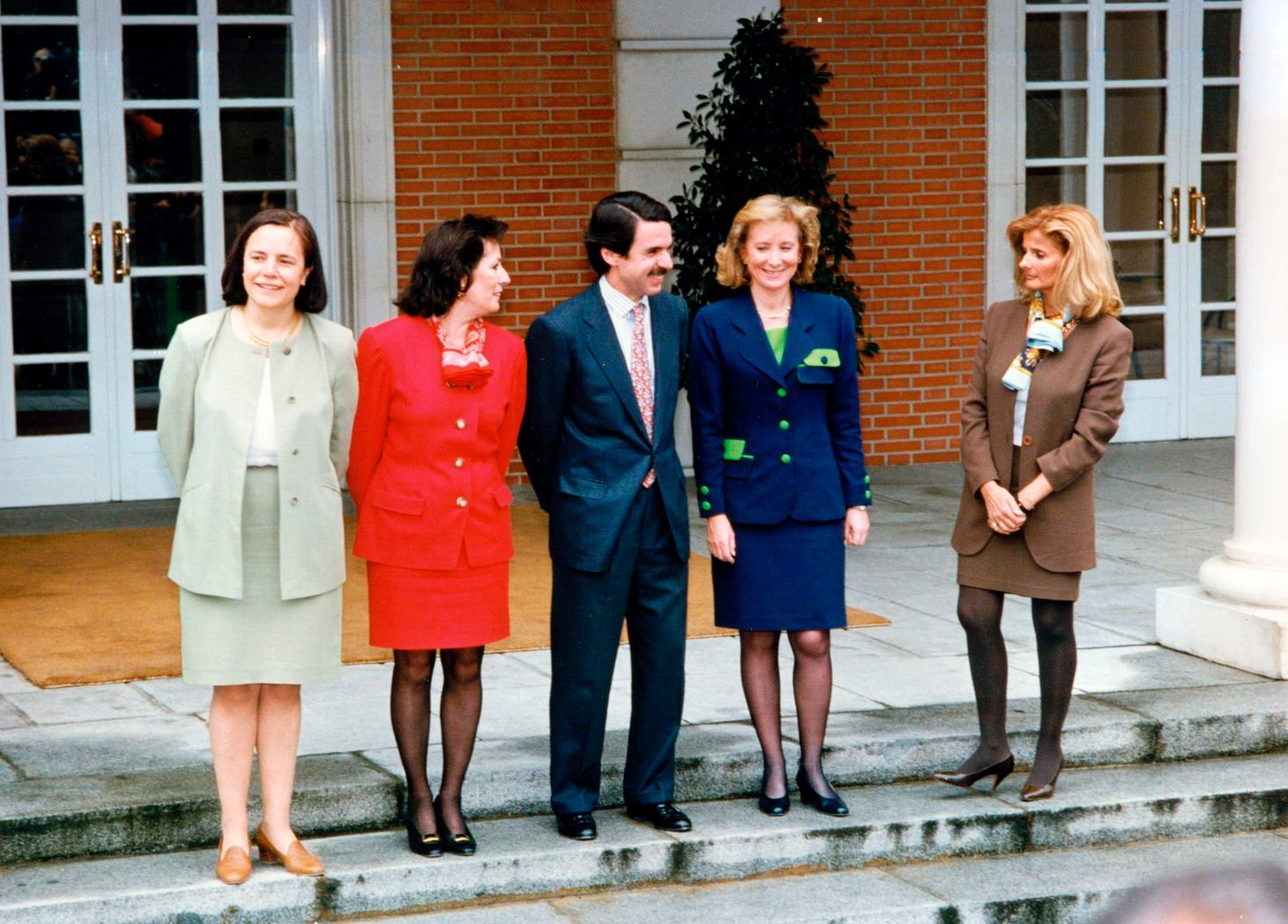
José María Aznar junto a las cuatro ministras de su primer Gobierno. Tocino a la derecha.

El 5 de mayo de 1996 fue nombrada Ministra de Medio Ambiente de España en el primer Gobierno del Partido Popular, convirtiéndose en una de las cuatro mujeres en ocupar una cartera ministerial en el primer gabinete de José María Aznar, junto con Margarita Mariscal de Gante, que ocupó la cartera de Justicia, Loyola de Palacio, que fue ministra de Agricultura, y Esperanza Aguirre que se hizo con las riendas de Educación, Cultura y Deporte. Ocupó el cargo a lo largo de toda la VI Legislatura aunque no lo revalidaría tras la mayoría absoluta de José María Aznar en el año 2000, cuando fue sustituida por Jaume Matas.
En cuanto a su gestión como ministra, cabe destacar que fue la encargada de negociar el Protocolo de Kioto, en el que figura como firmante en representación del Gobierno de España, e impulsó la Ley de Aguas, el Plan Hidrológico Nacional, la Ley de Residuos o la de Parques Nacionales.

#### Retirada de la vida política (2002)
En julio de 2002 renunció a su acta de diputada en el Congreso de los Diputados y anunció su retirada de la vida política.
En julio de 2018 muestra públicamente su apoyo a la candidatura de Soraya Sáenz de Santamaría para liderar el Partido Popular.

### Carrera empresarial (2002-actualidad)
Desde su retirada de la vida política se ha dedicado a los negocios privados. El mismo año que dejó su escaño fue nombrada presidenta para España y Portugal del proveedor de software Siebel Systems, donde también se integró dentro del Consejo de Dirección Europeo de la compañía norteamericana. La función de este organismo era asesorar sobre las posibilidades de negocio en Europa, labor para la que contaron un elenco de influyentes actores políticos del más alto nivel como Helmut Kohl (canciller alemán entre 1982 y 1998), John Major (primer ministro británico entre 1990 y 1997) o Giuliano Amato (jefe del Ejecutivo italiano entre 1992 y 1993).
En 2006, la exministra conservadora dio su primer paso dentro de la élite empresarial española con su nombramiento como vocal del Consejo de Administración de Banif, entidad de banca privada perteneciente al Santander, al que también entrará como consejera independiente en 2007. Ese año resultó ser especialmente productivo para Tocino, que además de entrar en el Consejo de Administración de la entidad entonces presidida por Emilio Botín, fue nombrada consejera de Telemadrid con la aprobación del Pleno de la Asamblea de la Comunidad de Madrid a propuesta del Grupo Popular. Un año más tarde llegaría para Tocino otro cargo consultivo de designación política; en los últimos meses del primer mandato de José Luis Rodríguez Zapatero fue nombrada Consejera electiva de Estado, cargo que mantiene en la actualidad.
El ritmo de nombramientos se frenaría en los años posteriores a 2008 para retomar un notable impulso en 2013, con la entrada de Tocino en el Consejo de Administración de la papelera Ence, y en 2014, con su ingreso en Naturhouse y Enagás, esta última controlada al 5% por la Sociedad Española de Participaciones Industriales (SEPI). En julio de 2017 renunció a su puesto en Naturhouse después de conocer que el presidente del grupo, Félix Revuelta, había puesto en marcha una plataforma de accionistas minoritarios del Banco Popular con el objetivo de emprender medidas legales por la forma en la que se ha realizado su venta a Banco Santander.
En noviembre de 2017 Isabel Tocino fue nombrada presidenta del Banco Pastor y vicepresidenta del Banco Santander, cesando como consejera independiente del mismo (cargo que ocupaba desde 2007).
La presencia de Isabel Tocino en todos estos consejos de administración le lleva a ingresar cerca de 800.000 euros al año.
Actualmente es miembro electivo del Consejo de Estado, miembro de la Real Academia de Doctores y consejera no ejecutiva de Ence y Enagás. Además es presidenta del Banco Pastor y vicepresidenta del Banco Santander.

### Especulaciones con su regreso a la política activa
A pesar de haber dejado la política en 2002, su nombre siempre ha estado en boca de muchos y nunca se ha descartado que pudiese regresar en cualquier momento a la que fuese su profesión durante 20 años. En el año 2011 Rajoy llegó a la Moncloa y, a pesar de recuperar a algunos ministros de la "época Aznar" como Ana Pastor, Miguel Arias Cañete o Cristóbal Montoro, Isabel Tocino se quedó finalmente fuera del Gobierno. En septiembre de 2014 Ana Botella anunció que no concurriría a las elecciones municipales de 2015 y fuentes del Partido Popular afirmaron que la exministra figuraba en encuestas internas acerca de la persona que encabezaría la lista al Ayuntamiento de Madrid. Finalmente, la elegida sería Esperanza Aguirre. En 2016 Rajoy revalidó gobierno y una vez más Isabel Tocino se quedó fuera.
En el XIX Congreso del PP apoyó a Soraya Sáenz de Santamaría en la carrera por la sucesión de Mariano Rajoy, participando en un mitin en Las Rozas tras casi veinte años alejada de la vida orgánica del Partido. La exvicepresidenta del Gobierno la incluyó en su lista a la Junta Directiva Nacional, pero al resultar elegido Pablo Casado no fue elegida. Por primera vez después de 35 años formando parte de la cúpula del Partido en Comités Ejecutivos y Juntas Directivas (aunque los últimos 16 años alejada de la primera línea de la política), Tocino se quedó fuera.

## Familia
Casada con el ingeniero de Obras Públicas José Manuel Bartolomé Gutiérrez, tuvo siete hijos. 
A raíz de que a su primogénita se le diagnosticara intolerancia al gluten -enfermedad celiaca-, en 1979 fundó la Asociación Celiaca España, la cual presidió hasta 1985.
El 1 de julio de 1988, Valeria, su séptima hija, falleció ahogada en la piscina del chalé familiar de La Moraleja mientras jugaba con sus hermanos cuando contaba con 16 meses.
En la actualidad tiene veinticinco nietos.

## Publicaciones
- 1975: "Aspectos legales del Riesgo y Daño Nuclear de las Centrales Nucleares."
- 1981: "Energía Nuclear y Medio Ambiente."
- 1981: "Centrales Nucleares y Medio Ambiente"
- 2008: "Tu hija es celiaca", libro en el que cuenta cómo se empleó a fondo en ir cuidando la salud de su hija, narrando el día a día de una enfermedad crónica.

## Premios y condecoraciones
- 1974: Cruz de San Raimundo de Peñafort.
- 2000: Gran Cruz de la Orden de Carlos III.[15]